# مجلس الدفاع الكرواتي
مجلس الدفاع الكرواتي (بالكرواتية: Hrvatsko vijeće obrane, HVO) كان الجيش الرسمي للجمهورية الكرواتية في البوسنة والهرسك - كيان غير معترف به داخل البوسنة والهرسك من 1991 حتى 1994 أثناء حرب البوسنة والهرسك. كان المجلس القوة العسكرية الوحيدة لكروات البوسنة والهرسك.
في المرحلة الأولى من حرب البوسنة والهرسك، قاتل المجلس مع جيش جمهورية البوسنة والهرسك ضد صرب البوسنة والهرسك، ولكن في المراحل التي تلتها قاتل المجلس ضد حليفه السابق، خاصةً في منطقة موستار.
اندمج المجلس في جيش اتحاد البوسنة والهرسك في ديسمبر 1995 بعد توقيع اتفاقية دايتون. في ديسمبر 2005، أُعيد تنظيم مجلس الدفاع الكرواتي ليصبح فوج مشاة أول للقوات المسلحة للبوسنة والهرسك، بعد أن توحد مع جيش جمهورية صرب البوسنة في قوة واحدة.